# Томашгород (село)
Томашго́род (укр. Томашгород) — село, центр Томашгородского сельского совета Рокитновского района Ровненской области Украины.
Население по переписи 2001 года составляло 1586 человек. Почтовый индекс — 34240. Телефонный код — 3635. Код КОАТУУ — 5625087401.

## Местный совет
34244, Ровненская обл., Рокитновский р-н, с. Томашгород, ул. Октябрьская, 130.